# Литл-Саутуэст-Мирамиши
Литл-Саутуэст-Мирамиши (англ. Little Southwest Miramichi River) — канадская река, расположенная в графстве Нортамберленд провинции Нью-Брансуик.
На языке Микмак эту реку называют «Туадук» (англ. Tooadook). В переводе на русский англоязычное название «Little Southwest Miramichi River» означает «малая юго-западная Мирамиши».

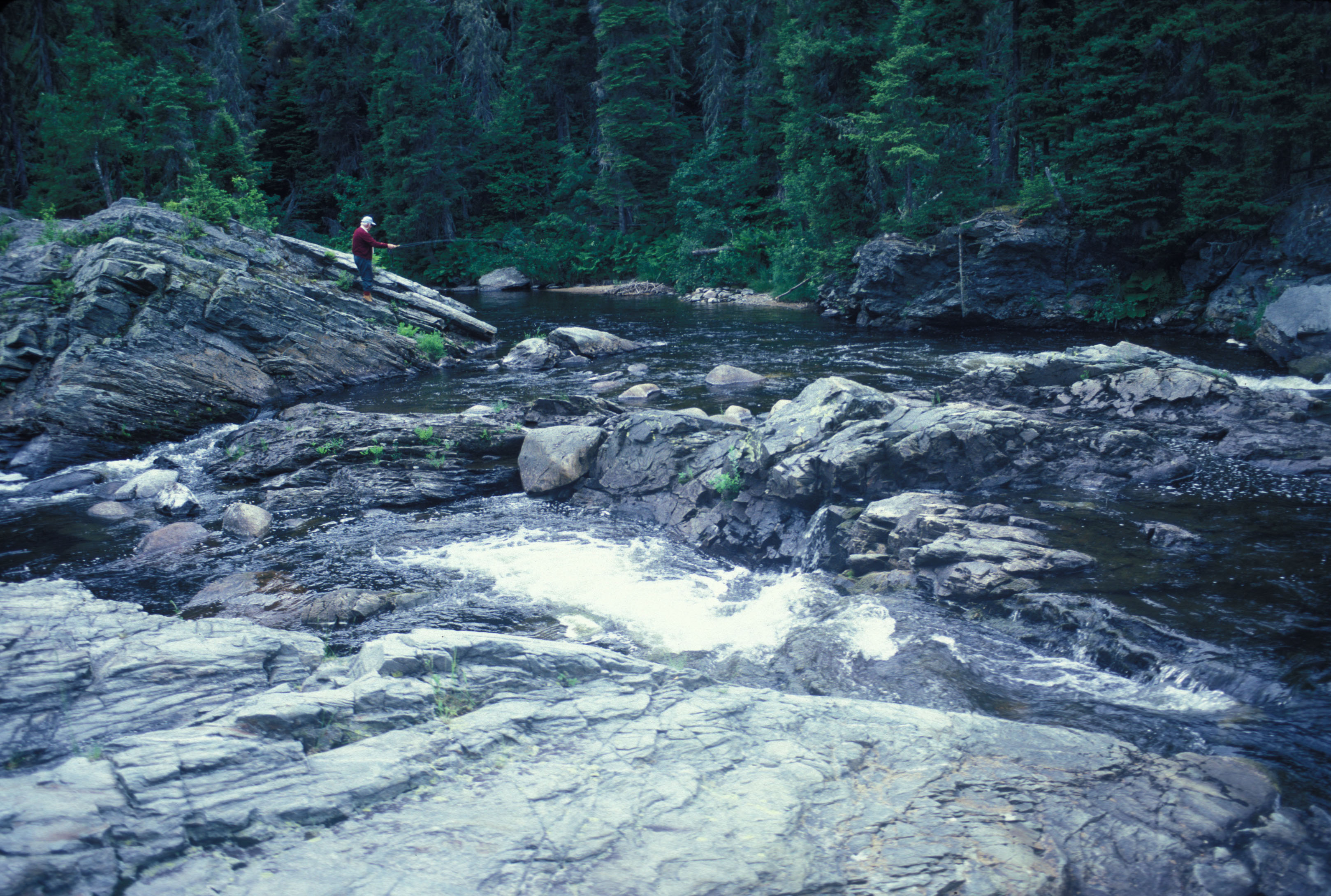
Лоуэр-Норт-Бранч-Литл-Саутуэст-Мирамиши, один из притоков реки

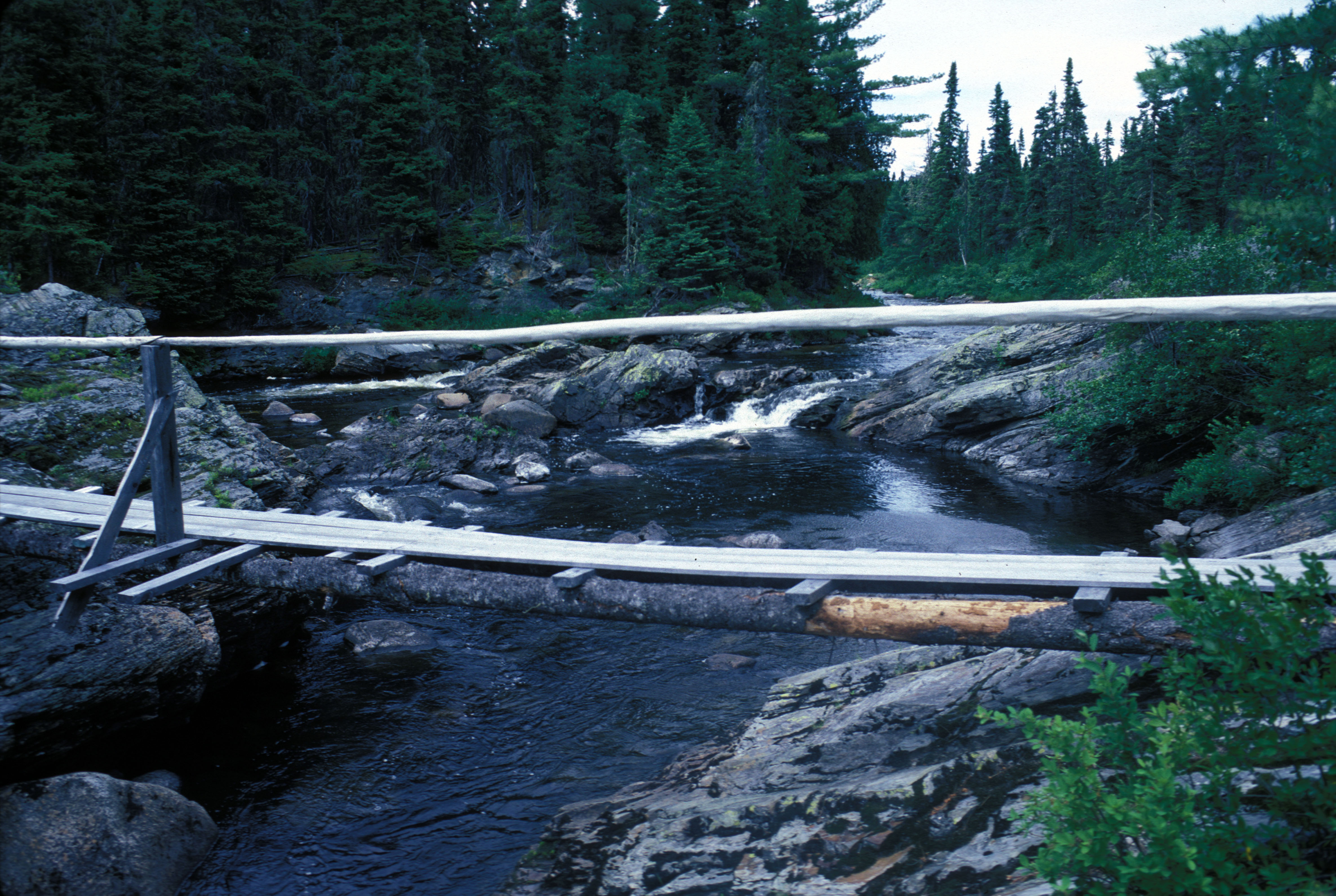
Фотография притока (IR, Уокер, 1986 г.)

Литл-Саутуэст-Мирамиши — река с быстрым течением, берущая начало из озера Говер (англ. Gover Lake), в горах Кристмас-Маунтинс, которые являются частью горной цепи Аппалачи. Данная река протекает между Нортуэст-Мирамиши (на севере) и рекой Рену (на юге). Длина около 80 км. Впадает в Нортуэст-Мирамиши в коммуне Ред-Банк. Затем Нортуэст-Мирамиши соединяется с Саутуэст-Мирамиши, образуя реку Мирамиши.
В водах Литл-Саутуэст-Мирамиши водится атлантический лосось. Ловля этой рыбы может вестись как с берега, так и на каноэ. Причём, в отличие от главной реки — Саутуэст-Мирамичи, рыбачить в которой позволено лишь определённым лицам, эта река предоставляет доступ к рыбной ловле широким массам людей. Однако многие места рыбалки остаются нетронутыми на протяжении большей части сезона, так как река расположена в весьма удалённом месте, где не построены какие-либо дороги или мосты.

## Притоки
- Нортуэст-Бранч-Литл-Саутутэст-Мирамиши (в переводе с английского — «северо-западный рукав»)
- Лоуэр-Норт-Бранч-Литл-Саутуэст-Мирамиши (в переводе с английского — «нижний северный рукав»)
- Водоток Норт-Поул[англ.] (англ. North Pole Stream)
- Туадук (англ. Tuadook)